# Hans Henkemans
Hans Henkemans (født 23. december 1913 i Haag - død 29. december 1995 i Nieuwegein, Holland) var en hollandsk pianist, komponist og lærer.
Henkemans var vel nok mest kendt som koncertpianist. Han var inspireret af Claude Debussy og Maurice Ravel, men studerede også komposition hos Willem Pijper, som ligeledes var en stor inspiration. 
Han har komponeret orkesterværker, koncert stykker for forskellige instrumenter, klaverstykker, kammermusik, korværker og musik for scenen.
Henkemans mest interessante og bemærkelsesværdige værk er nok Partita for Orkester (1960). 

## Udvalgte værker
- "Forspil" (1936) - for orkester
- Partita (1960) - for orkester
- Elegier "Til minde om Pierre Monteux" (1967) - for fire fløjter og orkester
- Klaverkoncert nr. 1 (1932) - for klaver og strygeorkester
- Fløjtekoncert (1945-1946) - for fløjte og orkester
- Violinkoncert (1948-1950) for violin og orkester
- Cellokoncert (1988-1989) - for cello og orkester
- "Etude Nr.2" (1937) - for klaver
- "Vi var tre hundrede" (1933-1944)  (kantate) - for blandet kor og orkester
- "For vinden" (1968) - for klokkespil